# La noia d'Egtved
La noia d'Egtved (en danès Egtvedpigen) va ser una dona jove que va viure durant l'⁣edat del bronze nòrdica més antiga a prop d'⁣Egtved, Jutlàndia a Dinamarca cap al 1400 aC quan va ser enterrada.

## Descobriment

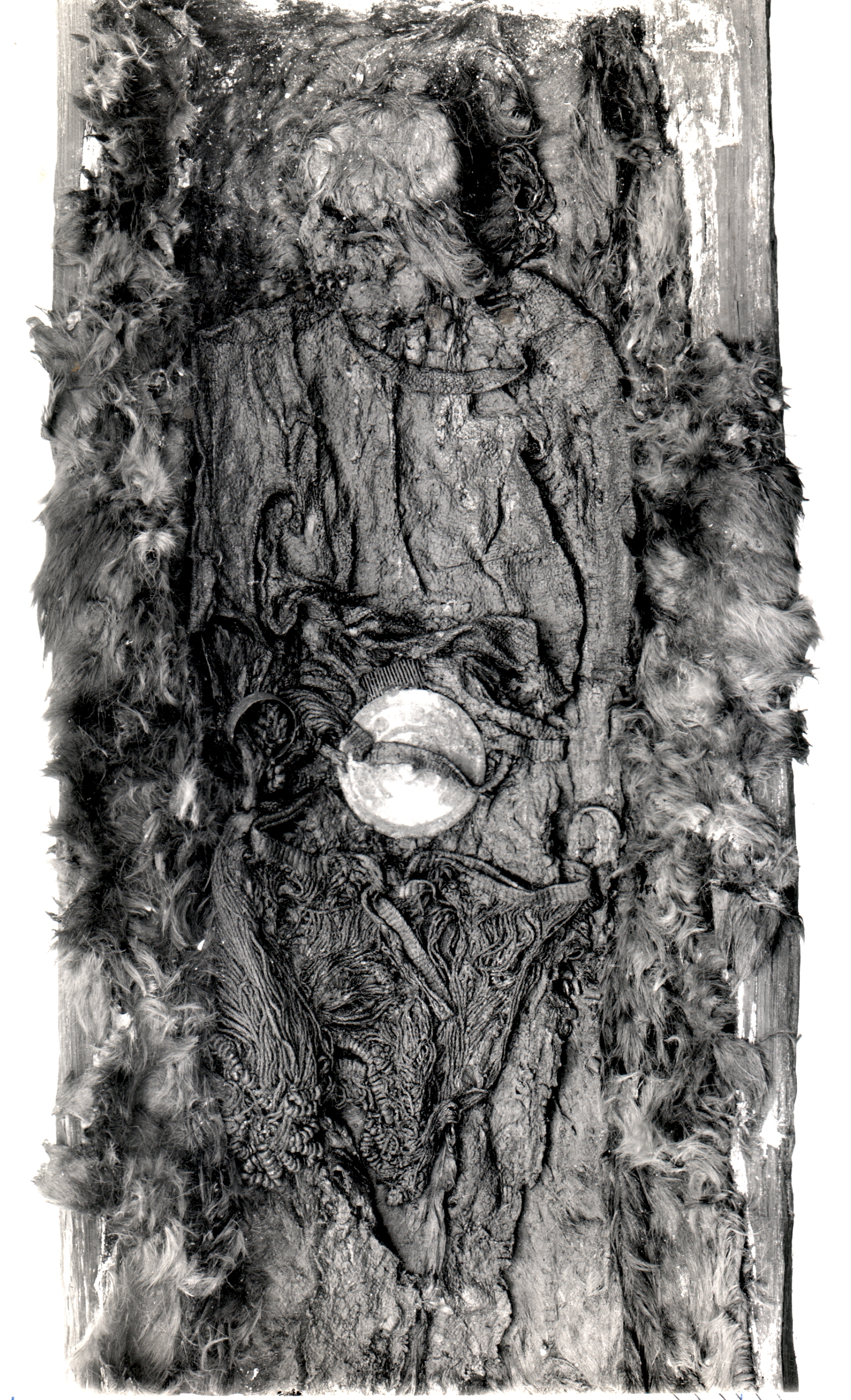
Foto de la tomba abans de 1982

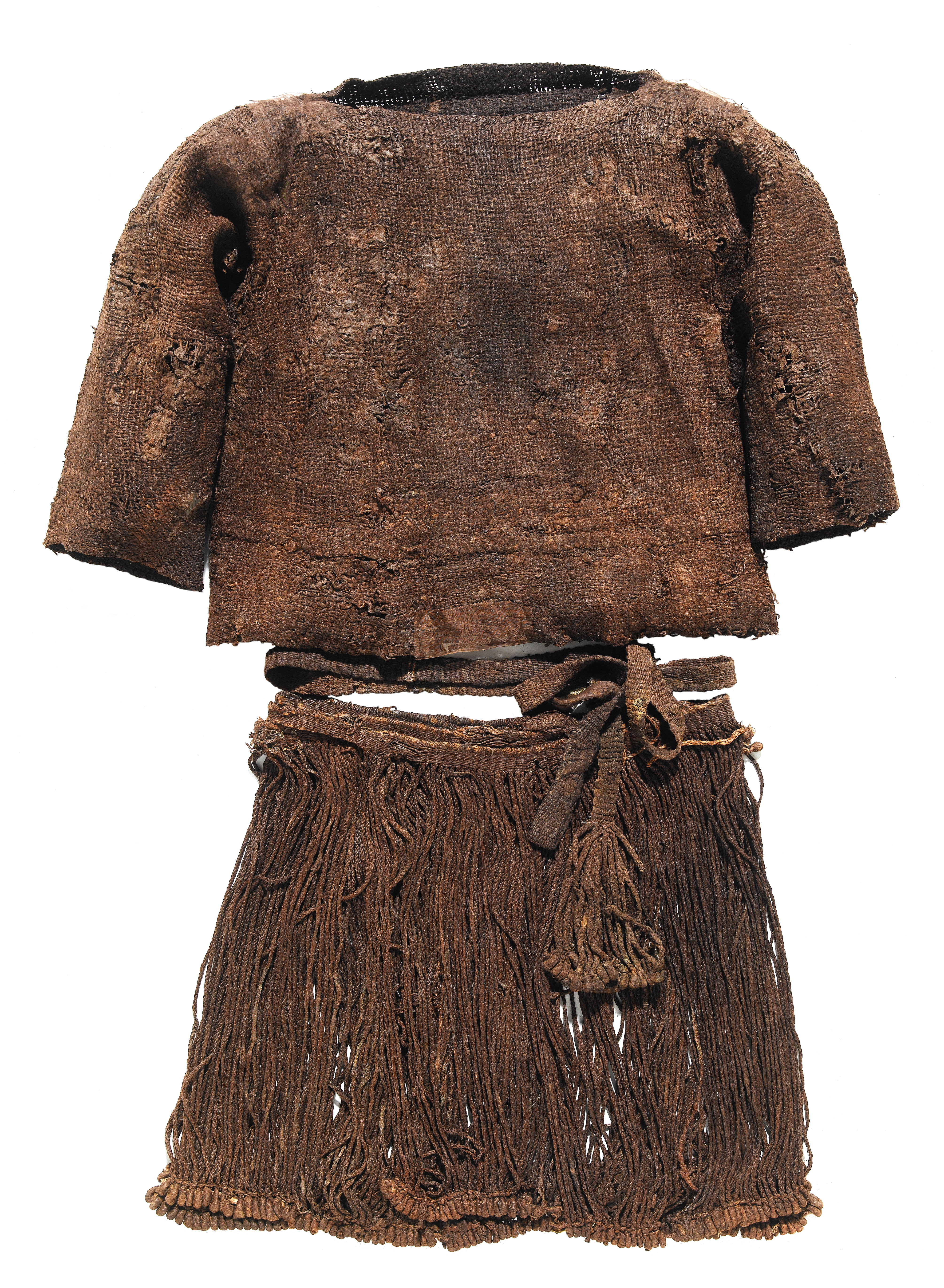
Brusa i faldilla de corda al Museu Nacional de Copenhaguen

La noia d'Egtved va ser descoberta el 24 de febrer de pel pagès Peder el qual la va trobar quan va voler netejar les restes d'un petit turó. Va descobrir un gran taüt d'alzina al mig del túmul funerari. El seu veí P. S. Pedersen va sospitar que podria ser una troballa valuosa, i junts van escriure una carta al Museu Nacional de Dinamarca a Copenhaguen el mateix dia:
| «                                                          | (alemany) Da ich beim Einebnen eines alten Hügels auf meinem Grund heute auf einen ausgehöhlten Baumstamm stieß, vermute ich, dass es sich um ein altes Begräbnis handelt und dass dieses von Interesse für das Museum sein könnte. Ich habe deshalb die Arbeit eingestellt. | (català) Quan em vaig trobar amb un tronc d'arbre buit mentre anivellava un vell túmul a la meva propietat, vaig sospitar que es tractava d'un enterrament antic i que podia ser d'interès per al museu. Per això vaig deixar de treballar i vaig alertar del descobriment. | » |
| — Reihe Bestattungsriten – Teil 11: Das Mädchen von Egtved | | |   |

La carta va reunir un gran interès per part del director del Museu Nacional, Sophus Müller. El qual es va oferir a cobrir i protegir el taüt de l'arbre fins que un equip d'excavació pogués estar al lloc al març. Thomas Thomsen va ser nomenat per dirigir aquest equip i va dur a terme l'excavació els dies 5 i 6 de març, i la troballa va ser minuciosament documentada. Es van fer nombroses fotografies al lloc per registrar els passos duts a terme a l'excavació i que quedés documentat per a la posteritat. El dia 7 de març el taüt fet d'un trinc va ser enviat al Museu Nacional, on va arribar dos dies després i va ser examinat a fons.

## Enterrament

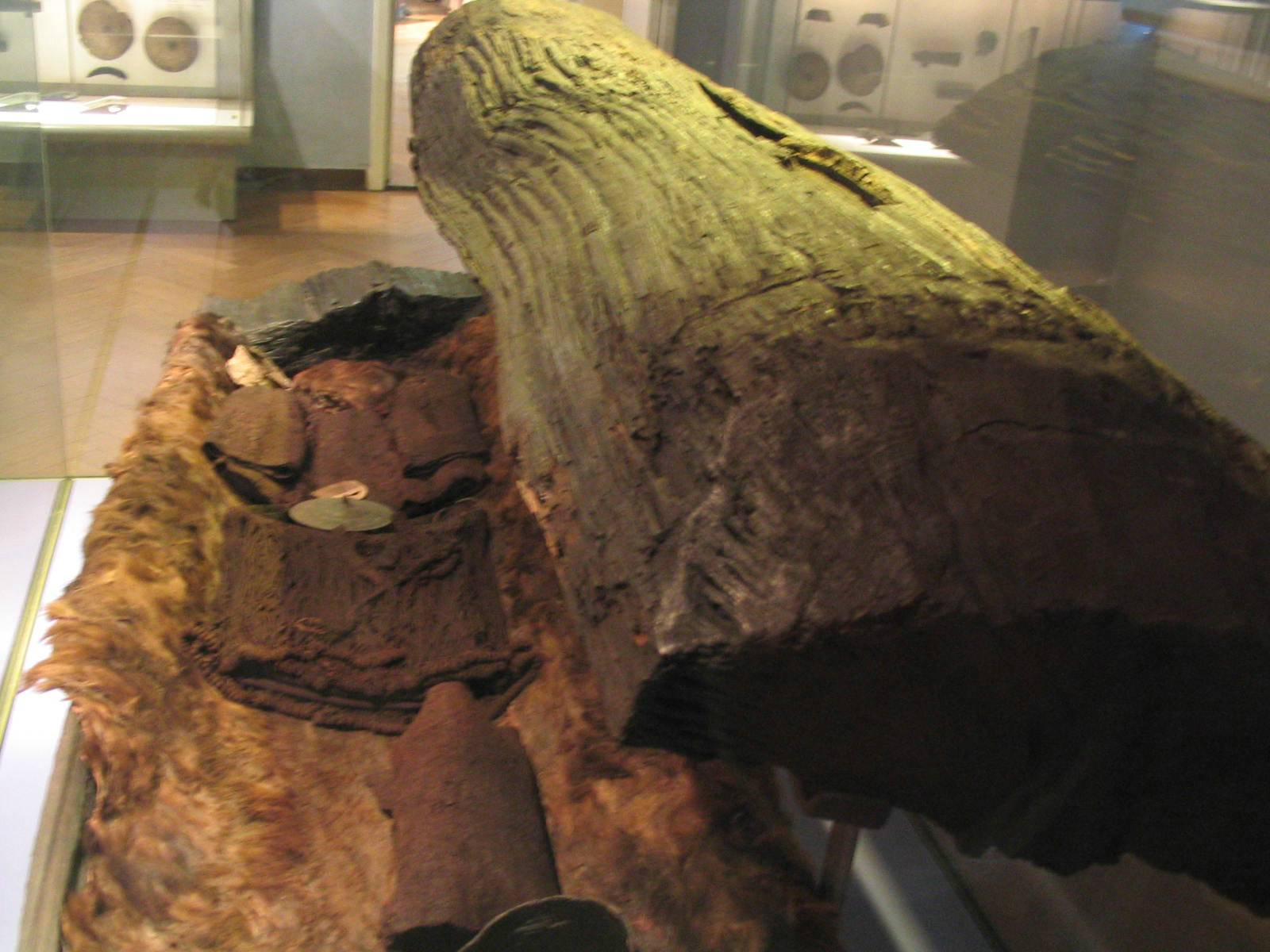
Noia d'Egtved al Museu Nacional Danès

Al taller de restauració del Museu Nacional de Copenhaguen, el taüt de roure va ser examinat pels conservadors Gustav AT Rosenberg (1872–1940) i Julius Raklev (1878–1960). El taüt, que feia entre 200 i 218 centímetres de llarg, es va boixar per dins fins a una longitud de 180 centímetres. La data de la tala es podria datar dendrocronològicament cap al 1370 aC i e sva poder suposar que la noia va ser enterrada poc després.
A causa de les condicions especials de conservació del túmul funerari, gran part del material orgànic s'havia conservat a la tomba. Per exemple, es van trobar restes vegetals (milfulles) que demostraven que l'enterrament es va fer a l'estiu. La dona morta anava embolicada amb una pell de vaca que estava en força bon estat. A sota va sortir a la llum una gran manta teixida amb llana d'ovella, que havia estat doblegada diverses vegades i col·locada sobre el cadàver, cobrint-la completament.
També es van conservar parts del cos mort: a més dels teixits tous i les dents de la jove, també incloïa part dels seus cabells. Aquests estaven tallats curts al cap i als costats i a mig cos al coll.
La noia feia uns 1,60 metres d'alçada segons els últims exàmens dentals tindria entre 16 i 18 anys quan va morir.

### Roba
La noia morta va ser vestida i col·locada al taüt amb joies. Portava una brusa curta amb mànigues mitjanes, com les que es troben als enterraments de l'edat de bronze danesa de Borum Eshøj i Skrydstrup. Aquesta es va teixir d'una sola peça i es va tancar a la part posterior amb una costura en forma de T.
Al voltant dels malucs portava una faldilla de cordó, és a dir, una faldilla d'embolcall feta de cordons de llana retorçats que s'asseien als malucs i arribaven fins als genolls. Totes les peces de roba es teixien amb llana d'ovella de color natural. Una placa de cinturó de bronze es va unir a la cintura mitjançant un cinturó llarg teixit amb una borla decorativa al final. A més d'una arracada de bronze, portava dues polseres de bronze diferents i una pinta pels cabells al cinturó.
La roba i joies que es trobaren eren típiques de les tombes de l'edat del bronze superior al sud de Jutlàndia. Fins i tot la faldilla de corda també s'ha trobat a altres jaciments, encara que en cap d'ells està tan ben conservat com a Egtved.

### Addicions
Als peus del taüt hi havia un gran recipient fet d'escorça de bedoll, en la qual es van trobar restes d'una beguda durant l'examen al Museu Nacional de Copenhaguen. Era una cervesa ensucrada amb mel feta de grans de blat, gagel i nabius o nabius. Es va poder detectar pol·len de no menys de 55 plantes diferents.
Al costat del cap de la dona morta hi havia una altra caixa d'escorça de bedoll, que contenia els ossos cremats d'un nen de cinc a sis anys, possiblement un parent proper.

## Classificació històrica

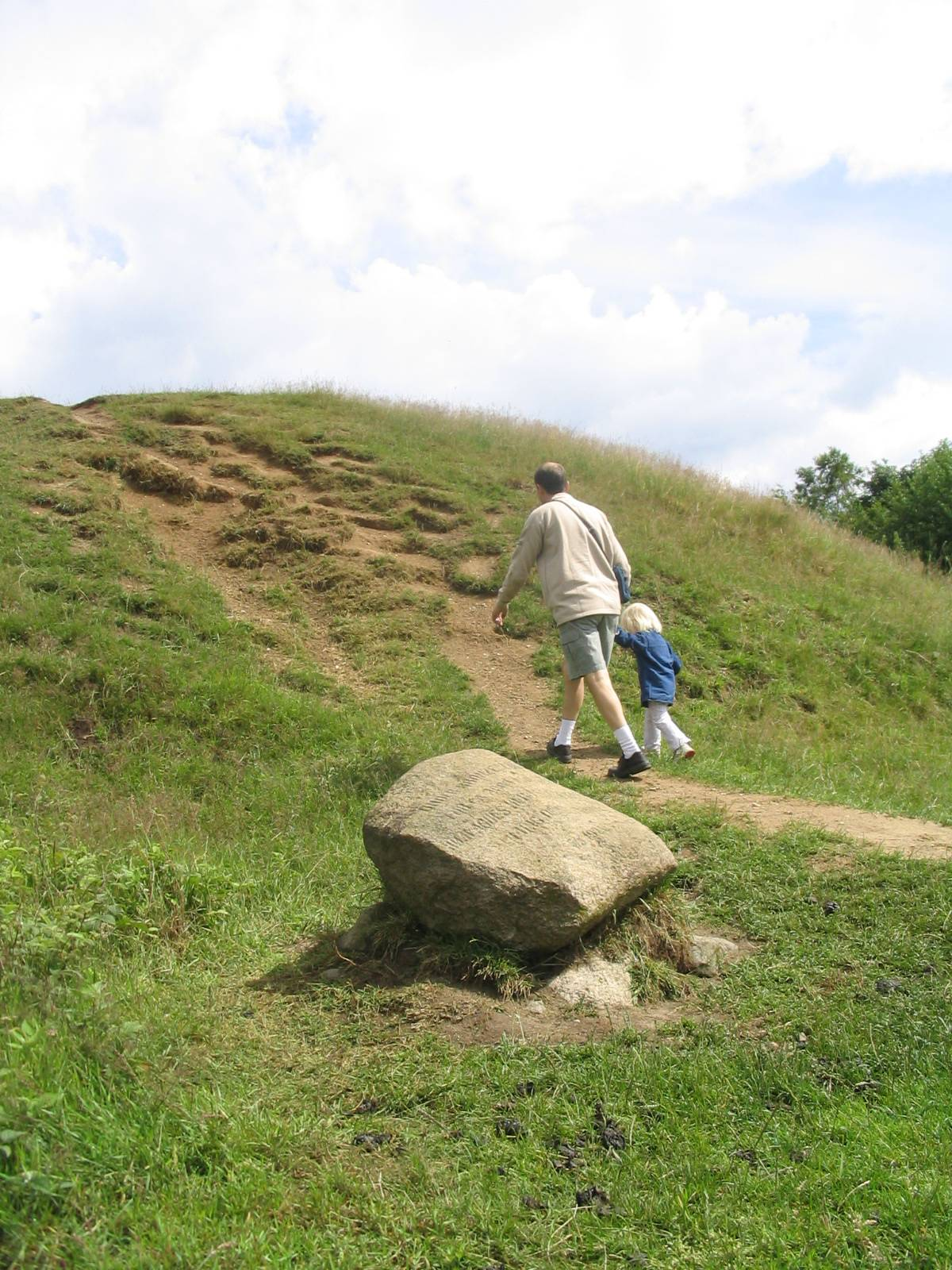
Túmul funerari reconstruït.

L'elaboració del túmul, amb uns 20 metres de diàmetre, indicava una posició social especial per a la noia d'Egtved. Per la representació en l'edat del bronze de dones joves que portaven faldilles de corda s'ha suggerit que podria haver tingut una funció a la zona de culte.
En tot cas, es tracta d'un dels enterraments de l'edat del bronze millor conservats i documentats d'Europa. Això també és gràcies als descobridors, que van sospitar de la importància de la troballa i van contactar immediatament amb experts que conservaren el millor que van poder el jaciment.

## Origen de la nena
El dia 21 de maig de 2015, el Museu Nacional Danès va anunciar que s'havia utilitzat l'anàlisi d'isòtops d'estronci per determinar que la noia no era de Jutlàndia. L'anàlisi dels seus cabells, dents i ungles combinades amb les signatures d'isòtops d'estronci de la seva roba van mostrar que no va néixer a Egtved o Dinamarca, sinó que va indicar un origen a la Selva Negra o als seus voltants. Mitjançant l'anàlisi de les signatures d'isòtops d'estronci dels cabells, Karin Margarita Frei del Museu Nacional de Copenhaguen va poder determinar que la jove podria haver vingut a Escandinàvia aproximadament un any abans de la seva mort i va viatjar molt durant els mesos següents. Com que la signatura de l'isòtop d'estronci al cabell humà ja no es pot detectar després de més d'un mes, el més aviat que es va poder establir al lloc de la seva mort va ser un mes abans de la seva mort.
El 2019, va aparèixer un estudi de la Universitat d'Aarhus que contradeia les suposicions originals. Els autors Erik Thomsen i Rasmus Andreasen van assenyalar que les anàlisis d'estronci anteriors es basaven en la composició mineral actual del sòl i no tenien en compte que la concentració d'estronci hagués estat influenciada pel cultiu i, sobretot, la fertilització del sòl amb calç en comptes de la vida de la nena. Per tant, era més probable que la noia provingués de la zona al voltant del seu lloc d'enterrament a Jutlàndia i no del sud d'Alemanya. Tanmateix, Karen Frei va contradir aquest resultat assenyalant l'alta mobilitat de les persones a l'Europa de l'Edat del Bronze, que també va ser determinada pels estudis d'ADN.

## La noia d'Egtved avui dia

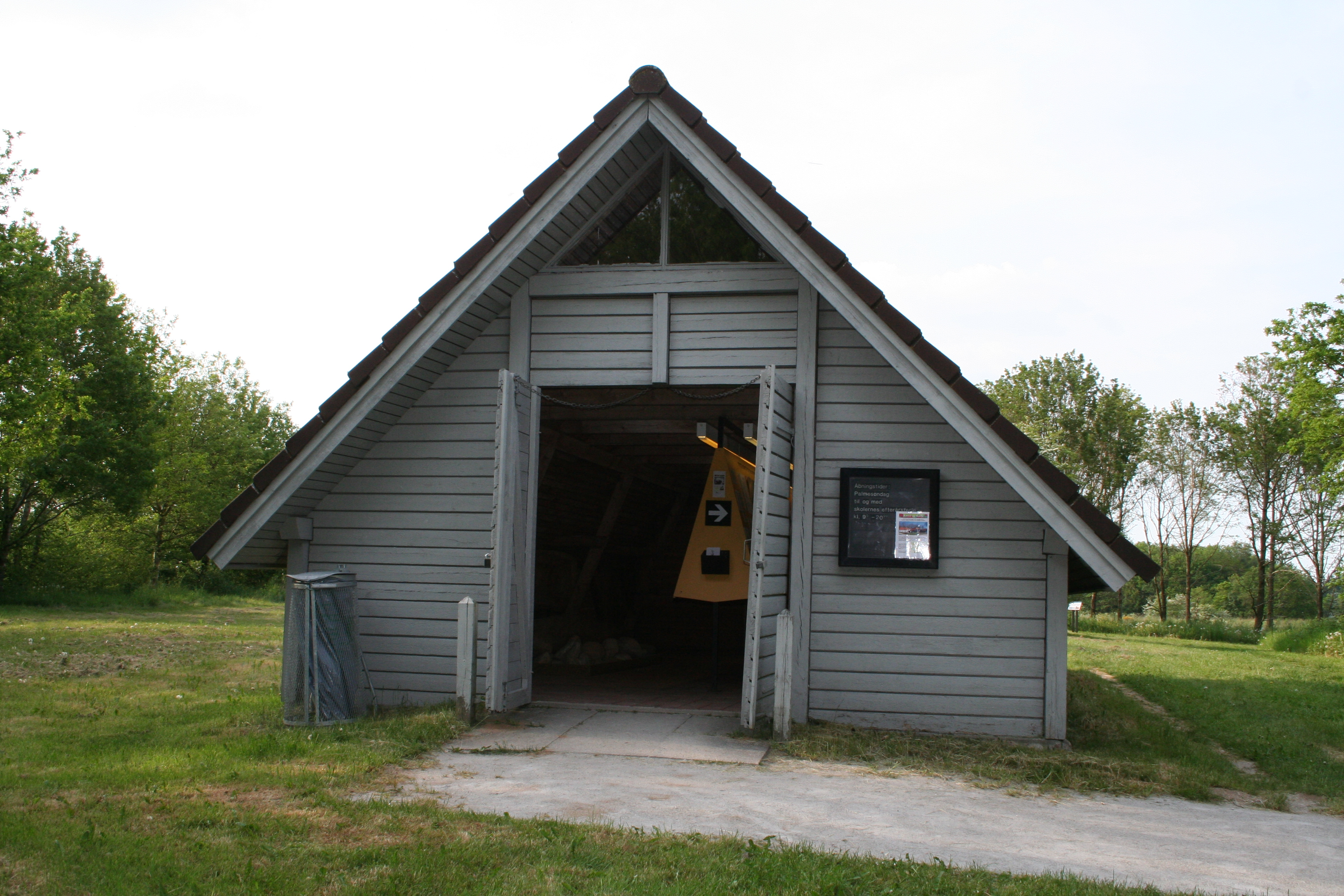
Museu al lloc del descobriment

L'any 1930 Peder Platz va col·locar una pedra per commemorar la troballa. El municipi d'Egtved va voler reconstruir el túmul funerari, per la qual cosa es van fer més investigacions l'any 1980, que van demostrar que la tomba tenia originàriament un diàmetre de més de 20 metres. També es van trobar restes d'una tomba d'urna del 500 aC al costat oest de la tomba de la noia d'Egtved.
Les troballes de la tomba d'Egtved s'exposen al Museu Nacional Danès i es difonen també a Internet. A més, des de la dècada de 1920 s'han fet nombroses reconstruccions de la roba, no només a Dinamarca. Als voltants immediats del túmul funerari reconstruït hi ha una exposició sobre la noia d'Egtved, que es va inaugurar l'any 1980 en col·laboració amb el Museu d'Història Cultural de Vejle. L'edifici conté rèpliques de les troballes del taüt de roure.

## Filmografia
- The Girl from Egtved (2017) de Saskia Wisdom i Cassian von Salomon